# Cassyma deletaria
Cassyma deletaria är en fjärilsart som beskrevs av Moore 1888. Cassyma deletaria ingår i släktet Cassyma och familjen mätare. Inga underarter finns listade i Catalogue of Life.